# Mil gritos tiene la noche
Mil gritos tiene la noche (coneguda en el món anglosaxó com Pieces) és una pel·lícula slasher espanyola dirigida per Joan Piquer i Simón. Des de la seva estrena es va convertir en una pel·lícula de culte.

## Argument
El 1942 a Boston, un nen de 10 anys, Timmy Reston, juga amb el trencaclosques d'una dona nua quan la seva mare entra i el castiga per això. Després que ella li ordeni que el llenci a les escombraries, ell torna amb una destral i l'assassina, després talla el seu cos amb una serra per metalls. Quan arriba la policia, el troben amagat dins d'un armari i Timmy fingeix estar terroritzat, com si fos testimoni de l'escena d'un crim. La policia el creu, sense sospitar d'ell com l'assassí, i és enviat a viure amb la seva tia.
Quaranta anys després, una figura vestida de negre obre una caixa que conté la roba ensangonada i una fotografia de la mare de Timmy que té pintada una gran creu vermella. També desempaqueta el trencaclosques ensangonat i comença a armar-lo. Més tard, una jove universitària estudia al parc del campus a plena llum del dia, quan un assassí no identificat la decapita amb una motoserra, i li roba el cap just abans que el tinent Bracken i el seu company el sergent Holden arribin per investigar l'assassinat. Després que els detectius li expliquin al professor que no hi havia testimonis ni sospitosos, aquest li demana al sinistre professor Brown, catedràtic d'anatomia, que mostri als detectius la seva aula. Fora, es veu al jardiner, Willard, tallant una tanca amb una motoserra, similar a la de l'assassí.
A la biblioteca del campus, un estudiant anomenat Kendall rep la nota d'una noia per a anar de manera clandestina a la piscina de la facultat més tard; l'assassí la troba i segueix a la jove fins a la piscina, on és brutalment mutilada amb la motoserra. Una mica més tard, Willard arriba a l'escena i horroritzat arrenca a córrer, i en sortir és arrestat com a sospitós del crim. Prop de la piscina, troben la motoserra i les parts del cos de la jove, amb l'excepció del tors.
L'endemà, el Doctor Jennings es reuneix amb Kendall a l'estacionament amb l'esperança que Kendall pugui ajudar a realitzar un perfil de l'assassí. El tinent Bracken sol·licita la col·laboració a una policia anomenada Mary Riggs, que també era una exjugadora de tennis. Bracken li explica a Holden que Mary s'infiltrarà com a instructora de tennis en la universitat i Kendall l'ajudarà.
Mentre que una periodista anomenada Sylvia Costa assetja a preguntes a Bracken, l'assassí aguaita a una altra jove que havia acabat la seva rutina de ball. Li serra els braços dins d'un ascensor just abans que arribin Kendall i la policia. Durant aquesta mateixa nit, l'assassí també aguaita a Sylvia que finalment és apunyalada en un llit d'aigua.
L'endemà, una de les estudiants de tennis de Mary es dirigeix al vestuari mentre que l'assassí posa música als altaveus i la persegueix fins que és assassinada tallada per la cintura. Mary i Kendall acudeixen en sentir els crits, i mentre ells apaguen la música dels altaveus, l'assassí roba les cames de la jove i escapa. Després que Mary enfureixi en perdre la pista de l'assassí, ella i Kendall fan que Willard sigui alliberat a causa de la falta d'evidències. Kendall després va a la comissaria i presenta la seva teoria a Holden sobre que l'assassí ha de formar part de la facultat, ja que sap perfectament quan i on atacar abans que intervingui la policia.
Passen hores investigant els arxius de la facultat i descobreixen que el Degà es va canviar de nom i que la seva mare, Virginia Palmer, va ser brutalment assassinada molts anys enrere, evidenciant que el Degà Dean era en realitat el petit Timmy. Mentrestant, Mary és drogada pel degà al seu apartament i intenta apoderar-se dels seus peus després de comprovar que els peus de la víctima anterior no encaixen en les sabates de la seva mare i així completar el trencaclosques. Bracken, Holden i Kendall irrompen a l'apartament de Dean i Bracken li dispara al cap mentre Dean intenta matar Kendall, que intentava escapar amb Mary, que està paralitzada per les drogues que hi havia havia ingerit.
Després de registrar l'apartament i descobrir el trencaclosques tacat de sang, Holden, que fa broma amb Kendall d'unir-se a la policia, es recolza en una prestatgeria que es desplaça i deixa al descobert el trencaclosques humà de l'assassí; un cos en descomposició fet amb les parts que faltaven de les víctimes, cosides juntes i portant el vestit de la seva mare, que s'estripa en caure el cadàver sobre Kendall, horroritzant-lo. Més tard, un Kendall nerviós se'n va amb Holden i, just quan es disposava a agafar la seva jaqueta, el cadàver del trencaclosques, inexplicablement, cobra vida i el castra mentre ell crida de dolor.

## Repartiment
- Christopher George - Lt. Bracken
- Linda Day - Mary Riggs
- Frank Braña - Sgt. Holden
- Paul L. Smith - Willard
- Edmund Purdom - Dean Foley
- Ian Sera - Kendall James
- Jack Taylor - Professor Arthur Brown
- Isabelle Luque - Sylvia Costa
- Gérard Tichy - Doctor Jennings
- Hilda Fuchs - Grace, the Secretary
- May Heatherly - Mrs. Reston
- Alejandro Hernández - Timmy Reston
- Roxana Nieto - Virginia Palmer, First Victim
- Cristina Cottrelli - Jenny, Pool Victim
- Leticia Marfil - Suzie, Locker Room Victim
- Silvia Gambino - Mary, Elevator Victim
- Carmen Aguado - Carla, Aerobics Instructor
- Paco Alvez - Alister Schwartz

## Anàlisi
L'erudit de cinema Ian Conrich assenyala a Horror Zone: The Cultural Experience of Contemporary Horror Cinema que la pel·lícula té una "consciència gairebé autorreflexiva de la seva condició de pel·lícula d'explotació". Conrich resumeix la pel·lícula com una "amalgama híbrida" de cos pel·lícules de terror, "les pioneres pel·lícules gore de Herschell Gordon Lewis", i el giallo italià. A més, Conrich critica la pel·lícula per tenir una "narrativa transparentment misògina", a més de semblar-se a l'estètica de la pornografia, amb escenaris similars als de les pel·lícules per a adults contemporànies.

## Producció
El guió breu de la pel·lícula va ser escrit pel cineasta nord-americà d'explotació Dick Randall i el productor italià Roberto Loyola, acreditat com a "John Shadow". Contràriament a la creença popular, Joe D'Amato no va participar en aquesta producció. Va ser cedida al director Joan Piquer i Simón per Randall i Steve Minasian, amb qui havia treballat en pel·lícules anteriors. Tot i que la pel·lícula es va ambientar als Estats Units, concretament a Boston, es va rodar principalment a València i els seus voltants, tot i que es va realitzar algun rodatge exterior a Boston. El rodatge va durar quatre setmanes i va passar una altra setmana per filmar els efectes especials amb un pressupost estimat de 300.000 dòlars.
Segons l'entrevista amb Simón a Pieces of Juan (a la versió Grindhouse DVD de la pel·lícula), el director diu que cap de les estrelles femenines de la pel·lícula sabia jugar a tennis. Es va haver de contractar un entrenador de tennis perquè aprenguessin a llançar la pilota d'una manera prou convincent per fer que la pel·lícula fos versemblant. Simón també va revelar a l'entrevista que està orgullós del visual efectes a la pel·lícula, sobretot que es va utilitzar una carcassa de porc per l'efecte de la serra que tallava l'estómac d'una dona jove i utilitzà les vísceres de l'escorxador.

## Llançament

### Estrena
La pel·lícula original es va estrenar per primera vegada a Espanya el 23 d'agost de 1982. Es va estrenar als Estats Units l'any següent a Los Angeles el 14 d'octubre de 1983.
La pel·lícula ha tingut nombroses projeccions de reestrana des del seu llançament original, sovint com a part del Grindhouse Film Festival.

### Recepció crítica
Al lloc web de l'agregador de revisions Rotten Tomatoes la pel·lícula té una qualificació d'aprovació del 46% basada en 13 ressenyes de crítics, amb una qualificació mitjana de 3,64 / 10.
Kevin Thomas, crític de cinema de Los Angeles Times, va fer una crítica negativa a la pel·lícula i va escriure: Pieces és una pel·lícula desgraciada i estúpida que té com a únic propòsit l'explotació de la violència extrema contra les dones i va criticar-la per haver estat mal doblada i mancada de suspens. Billy Kelley, escriptor d'entreteniment de Fort Lauderdale News, va premiar la pel·lícula sense estrelles, descrivint-la com una "fantasia extravagant" i una "abominació al soterrani de ganga".
En una revisió retrospectiva, Alex McLevy de The A.V. Club va escriure que "la narrativa de la pel·lícula és força pedestre, però caram, l'execució. La pel·lícula aconsegueix la sort en aquesta combinació ideal de nuesa gratuïta i vessament de sang (tant de tipus masculí com femení, tot i que aquesta és com s'esperava, el principal espectacle), i l'absurditat involuntària per la qual els entusiastes del gènere estan constantment a la cacera. " Bill Gibron de PopMatters va escriure sobre la pel·lícula:"Gràcies a VHS i al pròsper mercat del vídeo domèstic, el xoc sleazoide es va convertir en un clàssic de culte instantani ... és el tipus de pel·lícula espantosa que us agrada. Realment no hi ha res més que el vostre esforç estàndard de tall amb una motoserra fent tots els talls i daus (bé, hi ha un parell de morts per ganivet) llançat per una bona mesura de massacre)."
L'erudit del cinema Scott Aaron Stine va ser menys elogiós de la pel·lícula, escrivint que barreja elements del giallo i de pel·lícula slasher "sense afegir res de nou". L'erudit John Kenneth Muir assenyala que la pel·lícula presenta seqüències "tan mal escenificades". "que" provoquen rialles ", considerant que la pel·lícula és" absolutament absurda de principi a fi ".